# ウズベキスタンの医療
本項目では、ウズベキスタンの医療について述べる。

## 概要
ソビエト連邦崩壊後、ウズベキスタンの医療の質は低下している。ソビエト連邦時代の医療機器を引き続き使用しているため、老朽化が激しく、1992年から2003年の間に、医療費と一人あたりの病床数は共に約50％にまで減少している。また、当時のロシア移民の国外への移出は多くの開業医を要する医療システムを崩壊させることとなった。2004年時点で、ウズベキスタン国内の人口10,000人当りの病床数は53であり、使い捨ての注射針や麻酔薬、抗生物質といった医療用具の不足に陥っている。通常すべてのウズベキスタン国民は健康保険に加入しているが、ソビエト連邦崩壊後は国家により保障されるような遅延が常態化し限定された医療サービスを回避するため、賄賂を用いて診療してもらうことが一般的になっている。2000年代前半には、プライマリ・ヘルス・ケア用の施設改善と入院設備のコスト削減を政府が政策として打ち出した。2006年の国家予算では11.1％が医療費に割り当てられており、2005年の10.9％に比べわずかながら上昇している。
一般的に見られる病気のほとんどは汚染された飲料水と関連のある症状である。腸チフス、肝炎、赤痢、コレラ、様々なガンがこれに該当する。死因の多くは心血管疾患、呼吸器疾患、消化器疾患、感染症、寄生虫症となっている。ヒト免疫不全ウイルス (HIV) による国内のAIDS発症率は2002年以降急激に上昇しており、これは新政府の政策や薬物乱用の増加が原因として挙げられている。2004年に2,000件の新しい感染報告が見られた後、2005年には約5,600件の発症例が確認された。少なくとも感染例の3分の2は薬物使用との関わりが認められた。HIV感染者の国内分布において患者数が多いのはタシュケント及びアフガニスタンとの国境に近いスルハンダリヤ州の地域であった。ウズベキスタンを介した麻薬取引の拡大は都市部における薬物中毒者の増加につながっている。国内にはすでにHIVの治療及びカウンセリングを行う医療センターが設置されている。

## 母子医療
2011年6月、国際連合人口基金は世界の助産師に関する報告を発表した。これには助産師の仕事に関する新しいデータと58の国に関する新生児、産婦の死亡に関する指針が含まれている。2010年時点において、出生100,000人当りの国内の産婦死亡数は30人である。この数字は1990年の61.1人や2008年の44.6人からは改善されている。1,000人当りの5歳以下の死亡数は38人であり、この内新生児の死亡率は48％を占める。この報告書の目的はミレニアム開発目標、特に目標4の小児死亡率の低下と目標5の産婦死亡率の低下に関して、達成可能な方法を示すことである。ウズベキスタンでは1,000人に1人の割合で助産師が利用できず、1400人に1人の割合で妊婦が死亡リスクを抱えているとされている。